# 무로 다쿠야
무로 다쿠야(일본어: 室 拓哉, 1982년 11월 2일 ~ )는 일본의 전 축구 선수다.

## 구단 경력
과거 도쿄 베르디, 사간 도스, 오이타 트리니타에서 활동하였다.